# الصم في هايتي
هناك معلومات محدودة حول مدى انتشار الصمم في هايتي, وذلك بسبب نقص بيانات التعداد السكاني. إن البنية التحتية الضعيفة في هايتي تجعل من الصعب الحصول على معلومات دقيقة حول العديد من القضايا الصحية، وليس فقط الأشخاص ذوي الإعاقات السمعية. في عام 2003، تم تقدير عدد الأشخاص الصم في هايتي بنحو 72,000 شخص، بناءً على مسح أجرته منظمة الصحة العالمية.
يواجه الأشخاص الصم في هايتي العديد من العقبات، ليس فقط بسبب نقص الرعاية والعلاج القياسي، ولكن أيضًا بسبب نقص الخدمات المتخصصة مثل المترجمين واختصاصي لغة الإشارة. كما قد يتعرضون للوصم، والتمييز، بل وحتى العنف بسبب المعتقدات الثقافية حول الصم. النظام القضائي إما غير مستعد أو غير قادر على التعامل مع قضايا الأشخاص الصم.
لقد أدى نقص فرص العمل المتاحة للأشخاص ذوي الإعاقة إلى مستويات عالية من الفقر، حيث يعيش معظمهم تحت مستوى خط الفقر. قامت الحكومة الهايتية بوضع سياسات متعلقة بالإعاقة، ومع ذلك فهي في الغالب غير قادرة على تطبيقها.

## نشوء اللغة
لغة الإشارة الهايتية (LSH)، والمعروفة أيضًا بلغة الإشارة الهايتية (HSL)، هي لغة مجتمع الصم في هايتي. على الرغم من أن لغة الإشارة الأمريكية (ASL) تُستخدم أيضًا على نطاق واسع في هايتي، إلا أن لغة الإشارة الهايتية تُعتبر اللغة الموقعة للمجتمع الصم في هايتي. تم استخدام لغة الإشارة الأمريكية من قبل برامج المساعدات الأجنبية في هايتي لمساعدة مجتمع الصم. لا توجد معلومات كثيرة حول نشوء لغة الإشارة الهايتية، لكن يُعتقد أن لغة الإشارة الهايتية تأثرت أو مشتقة من لغة الإشارة الأمريكية، بسبب التشابه بينهما وانتشار استخدام ASL في برامج المساعدات الأجنبية. تُعتبر لغة الإشارة الهايتية لغة لغة إشارة للمجتمع الصم، حيث تُستخدم بشكل رئيسي بين مجتمع الصم في هايتي. في الثقافة الهايتية، يُنظر إلى كون الشخص أصم أو معاق كعقاب لارتكاب خطيئة أو لعنة من قوة أعلى. لذلك، يعاني العديد من الهايتيين الصم من الخوف المستمر من استخدام لغة الإشارة (سواء كانت ASL أو LSH) أمام المجتمع السامع. يتم نقل استخدام لغة الإشارة الهايتية من خلال التعليم في تعليم للصم والتفاعل بين الأقران.

## المنظمات الهامة
هناك العديد من المنظمات التي تركز على مساعدة مجتمع الصم في هايتي.

### جمعية الصم في ليفيك
تُركز جمعية الصم في ليفيك على تعزيز مجتمع الصم والدعوة لإدماج مجتمع الصم في صنع القرار المحلي والوطني، خاصة في حالات المخاطر والطوارئ. تم تأسيس هذه المنظمة استجابةً للمادة 11 من اتفاقية حقوق الأشخاص ذوي الإعاقة، التي تتناول حالات الطوارئ وحالات الطوارئ الإنسانية.

### مهمات خارج الشبكة
مهمات خارج الشبكة هي منظمة غير ربحية أسستها أنجيلا ماريا ناردوليلا، وهي امرأة تعاني من ضعف السمع. سافرت حول العالم (بهدف مساعدة المجتمعات الصم المعزولة من خلال توفير الموارد والإمدادات)، حيث لاحظت آثار الحرمان من اللغة في مجتمع الصم وذوي الإعاقة السمعية (DHH). الهدف من المهمات هو مساعدة مجتمعات الصم وذوي الإعاقة السمعية في الوصول إلى الموارد، خاصة في المناطق النائية التي تعتبر أكثر عرضة للخطر. تتميز المهمات بتقديم استجابة للطوارئ وإمدادات الإغاثة في حالات الكوارث. Off-The-Grid Missions هي منظمة يقودها الصم، وتتألف من فريق يتكون من أفراد من مجتمع الصم و/أو ذوي الإعاقة السمعية. المهمة الحالية لـ Off-The-Grid في هايتي جارية وقد ساعدت مجتمع الصم في هايتي بشكل كبير. في عام 2010، ضرب زلزال هايتي 7.0 هايتي، مما تسبب في فوضى داخل البلاد. بعد الزلزال، قُتل حوالي 300,000 شخص، وتم تدمير المنازل والمباني، ويُقدّر أن 6,000 سجين هربوا من السجون. ساعدوا مجتمع الصم من خلال توفير الأدوات والموارد، مثل الأحذية المستدامة، والمساعدة في إنشاء الأعمال التجارية، والموارد التعليمية (بما في ذلك مدارس الصم)، وتوفير الأنشطة للأطفال الصم، بما في ذلك التدريب على كرة القدم وجوجوتسو.

### مركز المساعدة للأشخاص ذوي مشاكل سمعية (CAPPA)
مركز المساعدة للأشخاص ذوي مشاكل سمعية، المعروف أيضًا بـ CAPPA، هو منظمة غير ربحية تروج للغة الإشارة وتعليم الصم وتدافع عن دمج المجتمع السامع مع مجتمع الصم في هايتي. بالإضافة إلى ذلك، تعمل هذه المنظمة على توعية مجتمع الصم حول مواضيع جدية وذات صلة مثل الصحة الجنسية (بما في ذلك الحمل والأمراض المنقولة جنسيًا) وتعاطي المخدرات.

### منظمات أخرى
تعمل خدمة المسيحيين في هايتي واللجنة الوطنية لإعادة تأهيل الأشخاص ذوي الإعاقة على تعليم وإعلام ورفع الوعي حول التحديات التي قد يواجهها مجتمع الصم في هايتي (والمجتمعات الأخرى).

## الحقوق الإنسانية والمدنية

### الأحكام القانونية واتفاقية حقوق الأشخاص ذوي الإعاقة
صادقت هايتي على اتفاقية حقوق الأشخاص ذوي الإعاقة (CRPD)، والبروتوكول الاختياري لاتفاقية حقوق الأشخاص ذوي الإعاقة في عام 2009. يتم ذكر مجتمع الصم أو ذوي الإعاقة السمعية عدة مرات في "قائمة القضايا المتعلقة بالتقرير الأولي لهايتي" الوثيقة.
تنص الوثيقة على أن المحاكم والشرطة لا تملك الموارد اللازمة للتواصل والتفاعل بشكل فعال مع الأشخاص الصم أو ذوي الإعاقة السمعية. وتشير بشكل خاص إلى أن هايتي لا توفر خدمات الترجمة أو المتخصصين في اللغة للأشخاص الصم أو ذوي الإعاقة السمعية. تشرح الوثيقة أنه يجب استخدام لغة الإشارة للوصول والتواصل بشكل فعال مع مجتمع الصم. تم معالجة هذه المسألة في مادة 2018 التي تم إضافتها إلى قانون دمج الأشخاص ذوي الإعاقة، التي ساعدت في معالجة هذه القضايا، وخاصة في مساعدة الأشخاص ذوي الإعاقة في الوصول إلى المحاكم وتوفير إحصائيات حول الخدمات المقدمة. ومع ذلك، لم يتم متابعة هذه الأحكام القانونية ولا توجد إحصائيات مقدمة، ويرجع ذلك بشكل رئيسي إلى قلة المراقبة. ومع ذلك، هناك بعض المواد في تقرير الملاحظات الأولي لهايتي التي لا تلبي متطلبات الاتحاد العالمي للصم.
- يتطلب الاتحاد العالمي للصم من المادة 2 أن تنص بوضوح على أن لغة الإشارة متساوية مع اللغات المنطوقة.[12] ومع ذلك، لا تذكر ملاحظات هايتي الختامية على التقرير الأولي لغة الإشارة في المادة 2.[9]
- يتطلب الاتحاد العالمي للصم من المادة 21.b السماح للأشخاص الصم باختيار وسيلة الاتصال الرسمية الخاصة بهم،[12] وهو ما لا يتم ذكره في ملاحظات هايتي الختامية على التقرير الأولي.[9]

### الحقائق اليومية للصم الهايتيين

#### التصويت
يحق للصم الهايتيين التصويت، ولكن هناك عوائق تجعل من الصعب عليهم المشاركة في عملية التصويت. أحد التحديات الرئيسية التي تجعل من الصعب على الصم الهايتيين التصويت هو أن معظم المعلومات المتعلقة بالتصويت، مثل المرشحين السياسيين وأماكن الاقتراع، يتم نقلها عبر الراديو، مما يضعف بشكل كامل مجتمع الصم.

#### الوصمة والمعتقدات الثقافية عن الصمم
في هايتي، يُنظر إلى الأشخاص الصم على أنهم بلا قيمة ويعتبرون أدنى من الأشخاص ذوي الإعاقة. السبب في اعتبار الأشخاص ذوي الإعاقة أعلى من الصم هو أنهم، رغم أنهم لا يزالون معاقين، لديهم القدرة على التواصل شفويًا وسماع الأصوات. علاوة على ذلك، لا يُصنف مجتمع الصم في هايتي على أنه "أصم" من قبل المجتمع بل يُصنف "بِبِّي"، مما يعني أحمق. وقد أدى تصنيف مجتمع الصم بـ "بِبِّي" إلى زيادة كبيرة في التمييز في مكان العمل وعند الوصول إلى الموارد الأساسية. كما أن المهنيين الصحيين يرفضون تقديم الرعاية للصم الهايتيين لأنهم لا يستطيعون الدفاع عن أنفسهم شفويًا، مما يجبرهم على اللجوء إلى أماكن أخرى. في الثقافة الكريولية الهايتية، يُعتقد أن الأشخاص ذوي الإعاقة ملعونون أو يُعاقبون على ارتكابهم خطيئة، مما يؤثر بشكل كبير على أمان مجتمع الصم في هايتي. وقد أدى هذا الاعتقاد إلى عزلهم وتعنيفهم.

#### العنف ضد مجتمع الصم
تم تعذيب وقتل أربع نساء صم في هايتي بوحشية بسبب المعتقدات السائدة عن الأشخاص الصم. تم اغتصاب وتعذيب ماجوريه سيلستين على يد ستة رجال وتم العثور عليها لاحقًا ميتة مع إزالة أعضائها، مثل قلبها وعينيها. تم استدراج يسوع "صوفوني" جيلين، مونيك فينسنت، وفانيسا بريفل إلى منزل حيث تم ضربهم وتشويههم وحرقهم. هذه الجرائم غير الإنسانية لم تحظَ باهتمام عام أو عدالة.

## الكشف المبكر عن السمع والتدخل
لا يوجد نظام للكشف المبكر عن السمع في هايتي، مما يؤدي إلى عدم معرفة العديد من الصم الهايتيين ما إذا كانوا ولدوا صمًا أو أصبحوا كذلك. بسبب نقص الخدمات الصحية والخدمات السمعية والسجلات الطبية، يكتشف العديد من الأسر أن طفلهم أصم بين سن الطفولة المبكرة وحتى سن الستة أو الثمانية سنوات. عند اكتشافهم لصمم الطفل، يأخذ بعض الأسر أطفالهم إلى المستشفيات لتلقي الأدوية، بينما يأخذ البعض الآخر إلى الطقوس الفودو. هناك خدمات قليلة متاحة ولا توجد برامج حكومية لدعم الأسر التي لديها أطفال ذوي إعاقة. يحصل الأطفال الصم على وصول أكبر إلى التقنيات السمعية أكثر من الحصول على موارد لتعلم لغة الإشارة. يعود ذلك إلى العدد الكبير من المنظمات غير الحكومية (NGOs) التي تركز بشكل خاص على تلبية الاحتياجات الطبية للهايتيين. هناك عيادة سمعية تدعمها "كومكير إنترناشيونال"، وهي منظمة دينية أمريكية، التي تركز على توفير أجهزة سمعية تعمل بالطاقة الشمسية للأشخاص غير المتاحين لهم.

## الحرمان من اللغة
في هايتي، يمتلك مجتمع الصم وصولاً أكبر إلى معدات السمع (التي توفرها المنظمات غير الحكومية) من دعم وموارد تعلم لغة الإشارة. لا توجد خدمات ترجمة بلغة الإشارة في هايتي. كما أن هناك نقصًا في إمكانية الوصول إلى لغة الإشارة وتعليمها. على سبيل المثال، هناك مدرسة واحدة فقط (اعتبارًا من 2003)، "بازابا"، التي كانت توظف معلمًا مؤهلاً بما فيه الكفاية لتعليم لغة الإشارة للطلاب. كان هذا المعلم يقدم دروسًا في لغة الإشارة لآباء الأطفال الصم وللأشخاص في المجتمع الذين أبدوا اهتمامًا. لغة الإشارة الأمريكية (ASL) هي اللغة المستخدمة من قبل الصم الهايتيين الذين كانوا محظوظين بما يكفي لتلقي التعليم في مدارس الصم. ومع ذلك، يعتمد معظم الصم الهايتيين على الإشارات المنزلية أو لديهم وصول محدود أو معدوم إلى اللغة.

## التعليم الابتدائي والثانوي
تقدم هايتي مجموعة متنوعة من الخدمات التعليمية، مثل المدارس الخاصة، والمدارس العامة، والمدارس التي تديرها المنظمات الإنسانية الدولية ومع ذلك، فإن معظم المدارس العامة تدار من قبل كيانات خاصة بسبب قلة سيطرة الحكومة الهايتية على النظام التعليمي. كانت هناك أيضًا حالات نادرة، حيث حضر صم الهايتيين برامج تعليمية في الولايات المتحدة من خلال مركز التعليم والتطوير بين الثقافات.
في هايتي، أقل من نصف الأطفال في سن المدرسة مسجلين في المدارس، مما أدى إلى ارتفاع معدل الأمية (بين 50%-85%). يقدر يونسكو (منظمة الأمم المتحدة للتربية والعلم والثقافة) أن 2% فقط من الأطفال ذوي الإعاقة في هايتي مسجلين في المدارس وأقل من 1% من هؤلاء الأطفال يتلقون التسهيلات الخاصة لتلبية احتياجاتهم. الأطفال الذين يتلقون التسهيلات الخاصة هم في الغالب مسجلين في مدارس خاصة (مكلفة)، والتي توفر بيئة أكثر دعمًا.

### العوائق أمام التعليم للصم
تُبلغ المدارس الابتدائية والثانوية للصم في هايتي عن معاناتها من نقص في الموارد، بما في ذلك المعدات، والأفراد المدربين، والكتب من جميع الأنواع، مثل كتب لغة الإشارة والكتب التعليمية، بالإضافة إلى نقص الدعم المالي. معظم المعلمين في مدارس الصم الهايتية لا يمتلكون التدريب أو المهارات المناسبة لتدريس الطلاب الصم بفعالية. بالإضافة إلى ذلك، يقود معظم مدارس الصم أشخاص سمعيون، باستثناء مدرسة واحدة للصم، وهي "مهمة الشمال الغربي المسيحية في هايتي"، التي تضم معلمين من الصم.

### مدارس الصم في هايتي
فيما يلي جدول يوضح المؤسسات المعروفة التي تقدم التعليم لمجتمع الصم الهايتي وتفاصيلها.
| اسم المدرسة                             | تفاصيل المدرسة |
| --------------------------------------- | --- |
| مدرسة سانت فنسنت لذوي الاحتياجات الخاصة | - تقبل الطلاب من ذوي الإعاقة، بما في ذلك الأطفال الصم - أكثر من 100 طالب أصم - التعليم الابتدائي والثانوي                              |
| معهد مونتفورت للأطفال الصم              | - يقبل الطلاب الصم والصم المكفوفين فقط - أكثر من 600 طالب - من مرحلة الروضة إلى التعليم الثانوي؛ يشمل التدريب المهني                   |
| المركز المسيحي الهايتي للصم (HCCD)      | - يقبل الطلاب الصم فقط - أكثر من 200 طالب                                                                                              |
| مدرسة بازابا في مركز جاكميل             | - تقبل الأطفال ذوي الإعاقة، بما في ذلك الأطفال الصم - من الروضة إلى التدريب المهني                                                     |
| مهمة الشمال الغربي المسيحية في هايتي    | - توظف معلمين اثنين من الصم الهايتيين - تقبل الطلاب الصم فقط - يوصف بأنها فصل دراسي للصم؛ يوجد بها فقط 10 طلاب صم - المدرسة الابتدائية |
| مدرسة فيرييه للصم                       | - تقبل الطلاب الصم فقط - المدرسة الابتدائية - حوالي 40 طالب أصم                                                                        |

## العمل
في هايتي، 75%-80% من السكان ليس لديهم وظائف رسمية، بل يعتمدون على زراعة الكفاف كمصدر دخل لهم. الكوارث الطبيعية المتكررة التي تسبب دمارًا شديدًا لأراضي هايتي تجعل من الصعب على الناس أن يؤمنوا لأنفسهم الطعام، ناهيك عن إمداد الآخرين بالطعام.

### العوائق
يواجه مجتمع الصم في هايتي صعوبة أكبر في العثور على وظائف (ووظائف تلبي احتياجاتهم). أكبر عائق يواجه مجتمع الصم في ما يتعلق بالعمل هو الوصمة الاجتماعية المرتبطة بالصمم. بالإضافة إلى ذلك، فإن عدم الوصول إلى المعلومات المتعلقة بالتوظيف والشبكات الاجتماعية، وهما عنصران أساسيان للحصول على وظيفة، يضر المجتمع الصم. إن نقص الوظائف المتاحة للأشخاص ذوي الإعاقة أدى إلى ارتفاع مستويات الفقر في المجتمع المعاق؛ حيث يعيش حوالي 98% من الأشخاص ذوي الإعاقة تحت مستوى الفقر في هايتي. لقد وضعت الحكومة الهايتية سياسات خاصة بذوي الإعاقة لحماية حقوقهم في العمل وحقوقهم العامة. ومع ذلك، لا يوجد نظام إداري مخصص لتنفيذ هذه السياسات.

### الوظائف الشائعة
غالبًا ما يجد الصم الهايتيون عملاً في اقتصاد غير رسمي، الذي يشمل الوظائف في الأسواق، وبيع العناصر في الأكشاك، وبعض الوظائف في مطار بورت أو برنس الدولي. ومع ذلك، يواجه مجتمع الصم صعوبة في العثور على وظائف في القطاع غير الرسمي، لأن معظم الوظائف تتطلب روابط اجتماعية وهناك احتمال كبير لوجود حاجز لغوي.

### المؤسسات الصم كفرص عمل
تعد المؤسسات والمنشآت الخاصة بالصم أكثر الأماكن ملاءمة لتوظيف الأفراد الصم، لأن هناك غياب لحاجز التواصل، ومن المرجح أن يتم القضاء على الوصمة المرتبطة بالصمم، ومن المرجح أن يكون الأشخاص الصم مؤهلين للوظائف (من حيث المهارات اللغوية والثقافية والدعوية المتعلقة بمجتمع الصم). ومع ذلك، فإن معظم هذه الوظائف يشغلها أشخاص سمعيون، بعضهم ليس لديه معرفة كافية بلغة الإشارة الهايتية أو مجتمع الصم.
هناك منشأتان في هايتي معروفتان بتوظيف الأفراد الصم بنشاط، وهما متجر تقويم سانت فنسنت ومزرعة معهد مونتفورت.
1. يقوم متجر تقويم سانت فنسنت بتوظيف خريجي مدارس الصم حديثًا من مدرسة سانت فنسنت لذوي الاحتياجات الخاصة لصناعة دعامات الأرجل.[2]
2. يقوم معهد مونتفورت بتوظيف البالغين الصم للعمل في المزرعة خلال موسم الحصاد.[2]

## الرعاية الصحية
هناك نقص في الرعاية الصحية والخدمات السمعية والطبية لجميع سكان هايتي. ومع ذلك، يواجه مجتمع الصم وذوي الإعاقة السمعية المزيد من العوائق عند الوصول إلى واستخدام خدمات الرعاية الصحية والطبية. على سبيل المثال، لا توجد خدمات تفسيرية في معظم خدمات الرعاية الصحية في هايتي، مما يؤدي إلى حاجز لغوي قد يؤثر على التشخيص وفهم الصحة واتباع العلاج. إن نقص خدمات الرعاية الصحية إلى جانب الوصمة المرتبطة بمجتمع الصم أدى إلى تمييز المهنيين الطبيين ضد الأفراد الصم ورفضهم العلاج الطبي

### التمييز
غالبًا ما يُرفض تقديم الخدمة للصم الهايتيين عند محاولة الاستفادة من خدمات الرعاية الصحية، بسبب الوصمة والمعتقدات الثقافية المتعلقة بالصمم في هايتي. بالإضافة إلى ذلك، فإن القوانين التي تم وضعها لحماية حقوق مجتمع الصم وذوي الإعاقة السمعية في هايتي لا تُنفذ وبالتالي، فإن هذه المعتقدات الثقافية والاجتماعية تؤدي إلى تمييز ضد الأشخاص الصم دون معالجته. أفادت أنجيلا ناردوليلو، مؤسسة "مهمات أوف ذا غريد"، بأنها ساعدت امرأة صماء في الحصول على علاج طبي لجروح طلق ناري في بطنها. عند وصولها إلى المركز الطبي، رفض المهنيون الطبيون تقديم العلاج للمرأة الصماء، على الرغم من حالتها المقلقة، وأخبروها بالذهاب إلى مكان آخر للعلاج.

### الوزارات
هناك عدة وزارات تركز على توفير خدمات طبية وعلاجية لمجتمع الصم الهايتي في هايتي.
- المركز المسيحي الهايتي للصم (HCCD)
- كنيسة الناصري
- كورام ديو
- هيلينغ هاندز لهايتي

## الحفاظ على اللغة وإحياؤها
لا يتم إدراج لغة الإشارة الهايتية (HSL) في مقياس التدمير البيني عبر الأجيال الموسعة. ومع ذلك، هناك العديد من العوامل التي ستؤثر سلبًا على درجة حيوية HSL
- لا تعترف الحكومة الهايتية رسميًا بـ HSL، لكن يتم قبولها اجتماعيًا كلغة الإشارة الرسمية لمجتمع الصم الهايتي[4]
- HSL ليس لها قيمة اجتماعية أو مكانة بسبب المعتقدات الاجتماعية والثقافية المتعلقة بالصمم.[4] كما أن عدد الأشخاص الذين يستخدمون HSL بشكل علني يتأثر أيضًا بالوصمة والمعتقدات الثقافية والاجتماعية حول الصمم والعنف ضد مجتمع الصم.[4]
- HSL مهددة بسبب تأثير لغة الإشارة الأمريكية (ASL) (التي هي لغة إشارة ذات مكانة أعلى وتأثير أكبر) على مجتمع الصم في هايتي وHSL.[2]
- HSL مهددة بسبب الأولوية الممنوحة للغة المنطوقة.[2] كما تم ذكره في قسم "حرمان اللغة"، لدى مجتمع الصم في هايتي وصول أكبر إلى أجهزة السمع (وأجهزة السمع الأخرى) والتعليم الشفوي، أكثر من دعم وتوفير موارد تعليمية للغة الإشارة.[2]
- هناك نقص في توفير خدمات لغة الإشارة، مثل المترجمين. هايتي لا يوجد بها خدمة مترجمين لغة إشارة.[2]

### التهديدات الرئيسية
تتأثر لغة الإشارة الهايتية (HSL) بشكل كبير من لغة الإشارة الأمريكية (ASL)، التي تستخدمها برامج المساعدات الأجنبية لمساعدة مجتمع الصم الهايتي. معظم مدارس الصم وبرامج المساعدات الأجنبية تعلم ASL، مما قد يقلل من الحاجة إلى وجود واستخدام HSL. علاوة على ذلك، فإن HSL مهددة بسبب المعتقدات الاجتماعية والثقافية المتعلقة بالصمم. تؤدي هذه المعتقدات إلى نقص توفر التعليم والدعم والموارد الخاصة بـ HSL، وبشكل عام، تقليل استخدام HSL. هذه المعتقدات تؤثر على إمكانية الوصول إلى HSL للأطفال أيضًا. على سبيل المثال، العديد من الآباء، عند اكتشاف أن طفلهم أصم، لا يحاولون تعليمهم لغة الإشارة الهايتية أو تعريضهم لمجتمع الصم بسبب وصمة الصمم، مما قد يهدد بقاء HSL. بدلاً من ذلك، يتم تعريض هؤلاء الأطفال للتعليم الشفوي والتكنولوجيا السمعية.